# Чебаки (Новосибирская область)
Чебаки — село в Северном районе Новосибирской области. Административный центр Чебаковского сельсовета.

## География
Деревня расположена в 12 километрах к востоку от села Северное на берегу реки Тартас.

## История
Основано в 1829 г. В 1928 г. деревня Чебаки состояла из 84 хозяйств, основное население — русские. В административном отношении являлась центром Чебакского сельсовета Ново-Троицкого района Барабинского округа Сибирского края.

## Население
| 2002 | 2007 | 2010 |
| ---- | ---- | ---- |
| 249  | ↗274 | ↘237 |

Население села сокращается, в 1996 году оно составляло 324 жителя (1996 год). Среди всех поселений Северного района село занимает 9 место по численности населения.

## Достопримечательности
Из достопримечательностей в деревне есть деревянный дом М. Г. Краснова, построенный в начале XX века.